# James Mallet
James Mallet (1955) is een Britse bioloog.
In 1976 behaalde hij zijn B.A. in de zoölogie aan de University of Oxford. In 1978 behaalde hij zijn M.Sc. in de toegepaste entomologie aan de University of Newcastle-upon-Tyne. In 1984 promoveerde hij op het proefschrift Population structure and evolution in Heliconius butterflies aan de University of Texas at Austin bij Lawrence E. Gilbert.
In 1984 en 1985 was Mallet als gastonderzoeker actief aan de Cornell University. Tussen 1985 en 1988 was hij als postdoc actief namens de NERC aan de afdeling genetica en biometrie van het University College London, waar hij onder meer samenwerkte met de evolutiebioloog Nick Barton. Tussen 1988 en 1992 was hij assistant professor op de afdeling entomologie van Mississippi State University. Vanaf 1991 is hij aanvankelijk werkzaam bij de afdeling biologie en later bij de afdeling genetica en biometrie van het University College London. Vanaf 2002 is hij tevens honorair onderzoeksmedewerker op de afdeling entomologie van het Londense Natural History Museum. Ook verricht hij onderzoekswerkzaamheden voor het Smithsonian Tropical Research Institute.
Anno 2009 is hij hoogleraar in de biodiversiteit aan het University College London. Zijn onderzoeksgroep houdt zich bezig met onderzoek naar de genetica en ecologie achter soortvorming bij vlinders. Het onderzoek richt zich onder meer op Zeiraphera diniana, Britse vlinders uit de familie Lycaenidae (met name het bruin blauwtje en het heideblauwtje) en vlinders uit het geslacht Heliconius. Mallet heeft vele peer reviewed artikelen gepubliceerd in wetenschappelijke tijdschriften.
Naast zijn entomologische werkzaamheden heeft Mallet samen met Sandra Knapp een drietal botanische namen van passiebloemen (Passiflora) gepubliceerd. Een hiervan, Passiflora macdougaliana, hebben ze vernoemd naar Passiflora-specialist John MacDougal. MacDougal zelf heeft Passiflora malletii vernoemd naar Mallet.
Mallet is samen met Knapp directeur van het Centre for Ecology and Evolution ('Centrum voor Ecologie en Evolutie'), een onderzoeksinstituut dat gevestigd is op de afdeling biologie van University College Londen.
In 2008 kreeg Mallet de Darwin-Wallace Medal van de Linnean Society of London voor zijn bijdragen aan de evolutiebiologie.